# Leopoldshöhe
Leopoldshöhe – miejscowość i gmina w zachodnich Niemczech, w kraju związkowym Nadrenia Północna-Westfalia, w rejencji Detmold, w powiecie Lippe.

## Współpraca
Miejscowości partnerskie:
- Mysłakowice, Polska
- Saint-Gaultier, Francja
- Schweina, Turyngia